# Tatsushi Koyanagi
Tatsushi Koyanagi (jap. 小柳 達司; * 7. Februar 1990 in der Präfektur Chiba) ist ein japanischer Fußballspieler.

## Karriere
Tatsushi Koyanagi erlernte das Fußballspielen in der Universitätsmannschaft der Nippon Sport Science University. Seinen ersten Vertrag unterschrieb er 2012 bei Thespakusatsu Gunma. Der Verein aus Kusatsu, einer Stadt in der Präfektur Gunma, spielte in der zweithöchsten Liga des Landes, der J2 League. Nach 127 Zweitligaspielen für Gunma wechselte er 2016 zum Ligakonkurrenten Zweigen Kanazawa nach Kanazawa. Von August 2018 bis Januar 2019 wurde er an seinen ehemaligen Club Thespakusatsu Gunma ausgeliehen. Nach Vertragsende in Kanazawa unterschrieb er 2019 einen Vertrag beim ebenfalls in der zweiten Liga spielenden Ventforet Kofu in Kōfu. Für Kōfu stand er 79-mal in der zweiten Liga auf dem Spielfeld. Im Januar 2022 wechselte er zum Ligakonkurrenten Blaublitz Akita nach Akita. Nach 67 Ligaspielen wechselte er im August 2024 auf Leihbasis zum Ligarivalen Thespakusatsu Gunma. Am Ende der Saison 2024 musste er mit dem Verein in die dritte Liga absteigen. Nach der Ausleihe wurde er von Thespakusatsu im Februar 2025 fest unter Vertrag genommen.